# L'Enfant prodigue (Voltaire)
Pour les articles homonymes, voir Enfant prodigue.
L'Enfant prodigue est une comédie de Voltaire en cinq actes, en vers de dix syllabes. Elle fut donnée pour la première fois à la Comédie-Française, le 10 octobre 1736, sans avoir été annoncée ni affichée, et ne fut interrompue qu'à la vingt-deuxième représentation à cause de l'indisposition d'un acteur : on la remit le 12 janvier suivant et elle fut encore représentée six fois.
Voltaire n'a reconnu en être l'auteur que lors de la publication de la pièce à Amsterdam, en 1738.

## Liens externes

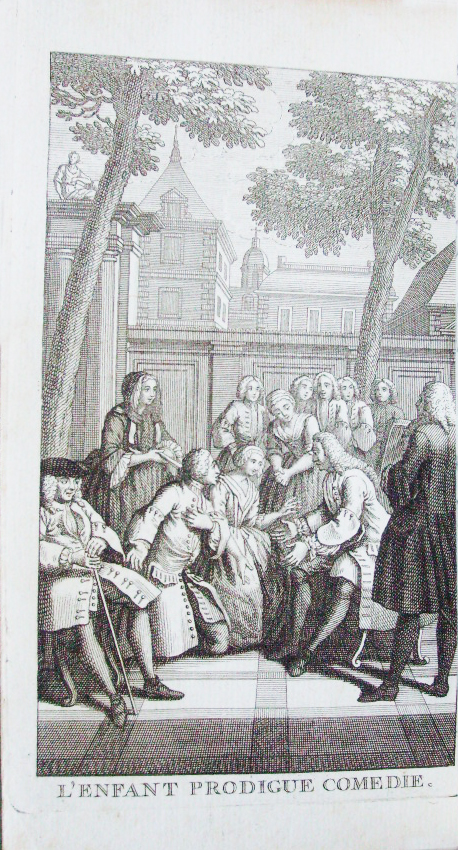
Frontispice de l'édition de 1739